# I'm Going Slightly Mad
I'm Going Slightly Mad reprezintă cel de-al treilea single din albumul Innuendo, lansat de trupa britanică de rock, Queen în 1991. Coperta albumului a fost inspirată dintr-o ilustrație de-a lui Grandville.

## Videoclip
Videoclipul este filmat în alb-negru. De asemenea, videoclipul prezintă membrii trupei într-o situație ridicolă, în care Brian May este costumat ca un pinguin,  Roger Taylor poartă un ceainic deasupra capului și merge pe o tricicletă în timp ce Freddie Mercury îl urmărește, John Deacon este prezentat ca un bufon, iar Freddie Mercury poartă ca perucă, un mănunchi de banane.

## Personal
- Freddie Mercury - voce principală, clape
- Brian May - chitară electrică
- Roger Taylor - tobe, maracas
- John Deacon - chitară bas

## Clasament
| Chart (1991)         | Poziție vârf | Număr de săptămâni |
| -------------------- | ------------ | ------------------ |
| Dutch Singles Chart  | 20           | 9                  |
| German Singles Chart | 42           | 10                 |
| Irish Singles Chart  | 19           | 2                  |
| UK Singles Chart     | 22           | 5                  |